# Pedro Castro Monsalvo
Pedro Castro Monsalvo (Valledupar, 14 de noviembre de 1905-Ciénaga, 3 de marzo de 1967) fue un ingeniero agrónomo y político colombiano. Ministro de Correos y Telégrafos, de Agricultura y Ganadería, y Gobernador en dos ocasiones del departamento del Magdalena Grande antes de la creación de los departamentos del Cesar y La Guajira. También fue concejal, diputado y senador del departamento del Magdalena Grande.

## Familia
Pedro Castro Monsalvo nació en Valledupar el 5 de noviembre de 1905. Amigo cercano y copartidario del primer gobernador del departamento del Cesar entre 1967 y 1968, quien luego sería presidente de Colombia, Alfonso López Michelsen. Hijo de Rosa Monsalvo de Castro, líder de Valledupar.
Casado con Paulina Mejía de Castro Monsalvo (fallecida el 18 de octubre de 2009), embajadora de Colombia ante la FAO y Embajadora Volante en el gobierno del presidente Virgilio Barco Vargas (1986 y 1990), y gobernadora del departamento del Cesar.

## Trayectoria
Con respecto al departamento del Cesar, siempre se opuso a la división del departamento del Magdalena. 

### Ministro de Correos y Telégrafos
Castro Monsalvo fue nombrado Ministro de Correos y Telégrafos por el presidente de Colombia, Alfonso López Pumarejo mediante Decreto 1954 del 7 de agosto de 1942. Castro Monsalvo renunció al cargo el 17 de diciembre y fue reemplazado en el cargo interinamente por Arcesio Londoño Palacio.

### Gobernador del Magdalena
El 4 de junio de 1945, siendo Gobernador del departamento del Magdalena, sancionó la Ordenanza n.º 47 que dio vida jurídica al Municipio de Fundación (Magdalena).

### Ministro de Agricultura y Ganadería (1948-1949)
En 1948, Castro Monsalvo fue nombrado Ministro de Agricultura y Ganadería por el presidente Mariano Ospina Pérez, en reemplazo del ministro Alfredo García Cadena. Castro Monsalvo estuvo en el cargo hasta 1949, cuando fue reemplazado por Santiago Trujillo Gómez.

## Muerte
Falleció trágicamente en un accidente automovilístico en la Ye del municipio de Ciénaga el 3 de marzo de 1967. Murió sin ver la creación del departamento del Cesar.

## Honores
Pedro Castro fue objeto de numerosas canciones en el género vallenato. A Castro Monsalvo le gustaba tanto esta música, que siendo estudiante universitario en Medellín tenía un conjunto con su amigo Tobias Enrique Pumarejo  y en sus giras políticas los promocionaba presentándolos. En el álbum en homenaje a Pedro Castro, grabado en la voz de Poncho Zuleta y el acordeón de Colacho Mendoza, tales como:
- ‘Los tres fallecidos’ (1948) de la autoría de Víctor Mauricio Camarillo Ochoa.
- ‘El Testamento’, de la autoría de Rafael Escalona. Grabada además por los cantantes Carlos Vives, Rafael Orozco, Jorge Oñate.
- ‘Compae Chipuco’, de la autoría de José María "Chema" Ramos. Grabada además por el cantante Carlos Vives.[11]
- ‘Adiós a Pedro Castro’ de la autoría de Gustavo Gutiérrez Cabello. Grabada además por el cantante Alfredo Gutiérrez.
- ‘3 de marzo’ de la autoría de Tobías Enrique Pumarejo.
- ‘El Caracolí’ de la autoría de Armando Zabaleta.
- ‘El Medallón’ de la autoría de Rafael Escalona. Grabada además por los cantantes Diomedes Díaz y Peter Manjarres.
- ‘La custodia de Badillo’ de la autoría de Rafael Escalona. Grabada además por el cantante Carlos Vives.
- ‘La muerte de Pedro Castro’ de la autoría de Rafael Escalona.
- ‘La Profecía’ de la autoría de Julio Oñate Martínez.
- ‘Homenaje a Pedro Castro’ de la autoría de Isaac Carrillo.

Orden de Boyacá
- En 2009, el presidente de Colombia Álvaro Uribe Vélez, otorgó de manera póstuma la Orden de Boyacá a Pedro Castro Monsalvo, 40 años después de haber fallecido.[12]

## Publicaciones
- Castro Monsalvo, Pedro (1972). Un campesino previno al país. Impreso por Ediciones Tercer Mundo.